# Мерт (річка)
Мерт (фр. Meurthe фр. вимова: [mœʁt]) — річка у Франції, права притока річки Мозель. Бере початок в Вогезах. Протікає в північно-західому напрямку і впадає в Мозель біля Помпе, північніше міста Нансі. Довжина 161 км. Площа басейну 3085 км². Живлення дощове. 
Має низку приток (ліві — Мортань, Тентруе, Петіт-Мерт, Вальданж, праві — Амезюль, Санон, Везуз, Плен, Рабодо, Юр, Фав, Робаш, Роанн, Гремійон.
Річка дала назву французькому департаменту Мерт і Мозель.

### Міста на річці
Річка протікає крізь низку міст: 
У департаменті Вогези — Фрез, Сен-Дьє-де-Вож, Раон-л'Етап. У департаменті Мерт і Мозель — Баккара, Люневіль, Нансі.